# Edward Pigott
Edward Pigott, född den 27 mars 1753 i Whitton i Middlesex, död den 27 juni 1825 i Bath, var en engelsk astronom. Han var son till Nathaniel Pigott.
Pigott ägnade sin forskning åt variabla stjärnor. År 1784 informerade Pigott Royal Society om sin upptäckt av en ny variabel stjärna. Det handlade om stjärnan Eta Aquilae i stjärnbilden Örnen, vilken han hade identifierat föregående år.
Asteroiden 10220 Pigott är uppkallad efter honom och hans far.